# Автодин
Автоди́н — 
1. Спеціальна електрична машина, яка в системах автоматичного регулювання замінює систему двигун—генератор. Автодин застосовується також як електромашинний підсилювач для широкого регулювання вихідної напруги і струму. Обмотка якоря автодину з'єднана з кільцями, на які подається змінний струм, і з колектором, з якого знімають постійний струм, що регулюється. На статорі розміщено обмотки керування і зворотних зв'язків. Завдяки цим зв'язкам стабілізується робота автодину при різних режимах. Потужність автодину досягає 10 кВт.
2. Радіоприймач із позитивним зворотнім зв'язком, в якому одночасно відбуваються процеси генерування на частоті, що відрізняється від частоти прийому, і детектування, внаслідок чого виділяється різність частот, що генерується і приймається, у вигляді биття. Автодин призначений для прийому на слух телеграфних сигналів по методу биття і для приведення в дію автоматичних пристроїв. Автодинними перетворювачами називають генератори-перетворювачі частоти.